# Axel Schur
Ernst Viktor Axel Schur (Tartu, Estônia, 9 de maio de 1891 – Bonn, 5 de abril de 1930) foi um matemático alemão.

## Formação e carreira
Filho do matemático Friedrich Schur, lutou na Primeira Guerra Mundial de 1915 a 1918 como soldado do exército. Obteve um doutorado em 1920 na Universidade de Würzburgo, orientado por Emil Hilb, com a tese Zur Entwicklung willkürlicher Funktionen nach Lösungen von Systemen linearer Differenzialgleichungen.
De 1921 a 1922 foi assistente no Seminário de Matemática da Universidade de Münster. Lecionou desde 1923 como Privatdozent de geometria na Universidade de Hanôver. Em 1927 foi Privatdozent de geometria e assistente do Seminário de Matemática da Universidade de Bonn.

## Publicações selecionadas
- Über die Schwarzsche Extremaleigenschaft des Kreises unter den Kurven konstanter Krümmung. In: Mathematische Annalen 83, 1921, ISSN 0025-5831, p. 143–148, Digitalisat.